# Favour Ofili
Favour Chukwuka Ofili (née le 31 décembre 2002 à Port Harcourt) est une athlète nigériane spécialiste des épreuves de sprint. Elle est notamment médaillée d'argent des Jeux africains de 2019 au 400 mètres, et médaillée d’or au 4 × 400 mètres de ces mêmes Jeux. En 2021, puis en 2022 et à nouveau en 2023, elle bat le record d'Afrique du 200 m en salle. Le 30 juillet 2024, elle annonce qu'elle ne peut pas s'aligner sur le 100 mètres féminin aux Jeux olympiques d'été de 2024 à Paris en raison d’une erreur administrative.

## Biographie
Elle est née le 31 décembre 2002 à Port Harcourt.
À seulement 16 ans, elle représente son pays aux relais mondiaux 2019 à Yokohama sur les relais 4 × 100 m et 4 × 400 m, le 11 mai 2019,.
Elle est nommée athlète féminine de la compétition lors des Championnats d'Afrique U18 et U20 d'athlétisme en 2019 après avoir remporté les épreuves du 200 et du 400 mètres. Elle établit ses meilleurs chronos personnels dans ces deux épreuves.
Elle termine deuxième derrière Patience Okon George aux Championnats du Nigeria 2019 et réalise un temps de moins de 52 s pour la première fois au 400 m. Elle améliore ce temps sur la même distance aux Jeux africains de 2019, le 28 août 2019, en terminant deuxième avec un record personnel de 51,68 s, se qualifiant ainsi pour les mondiaux de Doha. Toujours en août 2019, elle participe à la victoire de l'équipe nigériane (Kemi Francis, Patience George, Blessing Oladoye, Favour Ofili) qui remporte la médaille d'or au relais 4 × 400 m féminin aux Jeux africains. Cela lui vaut une deuxième médaille senior. Aux championnats du monde de Doha, elle est éliminée en demi-finale de l'épreuve du 400 m.
En 2021 elle bat le record d'Afrique du 200 m en salle en 22 s 75, ce qui bat le record précédent détenu par Murielle Ahouré.
En 2022 elle le porte à 22 s 46 lors des Championnats de la SEC. Elle remporte trois médailles lors des championnats du monde juniors 2021 à Nairobi : le bronze sur 200 m et 4 × 100 m et l'or sur 4 × 400 m.
Lors de la saison 2022, Favour Ofili établit un nouveau record d'Afrique en salle du 200 m en courant en 22 s 46 le 26 février 2022 à College Station. Elle bat son record personnel sur 200 m le 15 avril 2022 à Gainesville en réalisant le temps de 21 s 96, puis améliore son record personnel sur 100 m en le portant à 10 s 93 le 30 avril 2022 à Baton Rouge.
Avec ses compatriotes Joy Udo-Gabriel, Rosemary Chukwuma et Nzubechi Grace Nwokocha, elle prend la quatrième place du 4 × 100 m des championnats du monde d'Eugene en 42 s 22, ce qui bat le record d'Afrique qui datait de 30 ans.
Ce temps est amélioré en finale des Jeux du Commonwealth, mais la performance est finalement annulée en raison du dopage de Chukwuma.
Le 10 mars 2023, elle améliore encore le record d'Afrique en salle du 200 m en courant en 22 s 11 à Albuquerque.
Le 30 juillet 2024, elle annonce qu'elle ne peut pas s'aligner sur le 100 mètres féminin aux Jeux olympiques d'été de 2024 à Paris en raison d’une erreur administrative de la part du Comité olympique nigérian et de la Fédération nigériane.

## Palmarès
| Date | Compétition                   | Lieu       | Résultat | Épreuve   | Temps         |
| ---- | ----------------------------- | ---------- | -------- | --------- | ------------- |
| 2019 | Jeux africains                | Rabat      | 2e       | 400 m     | 51 s 68       |
| 2019 | Jeux africains                | Rabat      | 1re      | 4 × 400 m | 3 min 30 s 32 |
| 2021 | Championnats du monde juniors | Nairobi    | 3e       | 200 m     | 22 s 23       |
| 2021 | Championnats du monde juniors | Nairobi    | 3e       | 4 × 100 m | 43 s 90       |
| 2021 | Championnats du monde juniors | Nairobi    | 1re      | 4 × 400 m | 3 min 31 s 46 |
| 2022 | Championnats du monde         | Eugene     | 4e       | 4 x 100 m | 42 s 22       |
| 2022 | Jeux du Commonwealth          | Birmingham | 2e       | 200 m     | 22 s 51       |
| 2024 | Jeux olympiques               | Paris      | 6e       | 200 m     | 22 s 24       |

### Records
| Épreuve      | Temps         | Vent         | Lieu         | Date            |
| En plein air | En plein air  | En plein air | En plein air | En plein air    |
| ------------ | ------------- | ------------ | ------------ | --------------- |
| 100 m        | 10 s 93       | +2,0         | Baton Rouge  | 30 avril 2022   |
| 200 m        | 21 s 96 (NR)  | +1,3         | Gainesville  | 15 avril 2022   |
| 400 m        | 51 s 49       | -            | Baton Rouge  | 24 avril 2021   |
| 4 × 100 m    | 42 s 22       | -            | Eugene       | 23 juillet 2022 |
| 4 × 400 m    | 3 min 28 s 84 | -            | Jacksonville | 29 mai 2021     |
| En salle     |               |              |              |                 |
| 60 m         | 7 s 14        | -            | Albuquerque  | 10 mars 2023    |
| 200 m        | 22 s 11 (AR)  | -            | Albuquerque  | 10 mars 2023    |
| 4 × 400 m    | 3 min 29 s 69 | -            | Fayetteville | 13 mars 2021    |